# Tels Alain Bashung
Tels Alain Bashung est un album de reprises de douze chansons d'Alain Bashung publié le 26 avril 2011 sur le label Barclay Records, un peu plus de deux ans après la mort du chanteur.
Cet album de reprise est notable pour comporter la dernière chanson interprétée par Noir Désir, Aucun express, puisque le groupe se sépare après l'enregistrement.

## Historique
Cet album hommage, publié un peu plus de deux ans après la mort de Bashung, est un projet mené en 2010 par Olivier Caillart, patron du label Barclay Records, auprès de douze artistes et groupes de la scène française. Selon ce dernier, à l'annonce de la réalisation du projet, de nombreux artistes se sont déclarés intéressés pour y participer et la maison de disques dut réaliser une sélection de ceux qui avaient « une légitimité pour reprendre Alain [Bashung], soit parce qu'Alain les aimait bien soit parce qu'ils ont travaillé ensemble ». Officiellement chaque artiste retenu a pu choisir le titre qu'il souhaitait interpréter et l'adapter totalement librement.
La sortie de cet album est entourée d'évènements spéciaux organisés par France 4 qui y consacre un Taratata spécial le 26 avril 2011 et par Arte le 2 juin 2011 avec la diffusion d'un documentaire inédit Alain Bashung, faisons envie réalisé par Thierry Villeneuve qui fait par ailleurs l'objet d'une édition en DVD.

## Réceptions critiques
Dès avant sa sortie, quelques journalistes ont pu écouter certains titres jugeant l'ensemble inégal mais « globalement réussi », mais ont particulièrement remarqué l'interprétation d’Aucun express par Noir Désir, dont ce titre constitue la dernière chanson du groupe qui devait se dissoudre quelques jours après l'enregistrement, et d’Alcaline par Christophe. À la publication de l'album, les critiques sont sensiblement identiques, le journal Libération notant cependant que « Noir Désir, Paradis et Keren Ann [constituent le] trio gagnant ».

## Titres de l'album
| No  | Titre                                                | Auteur          | Durée |
| --- | ---------------------------------------------------- | --------------- | ----- |
| 1.  | Aucun express                                        | Noir Désir      |       |
| 2.  | J'passe pour une caravane                            | Gaëtan Roussel  |       |
| 3.  | Madame rêve                                          | -M-             |       |
| 4.  | Ma petite entreprise                                 | Benjamin Biolay |       |
| 5.  | Je fume pour oublier que tu bois                     | Keren Ann       |       |
| 6.  | Angora                                               | Vanessa Paradis |       |
| 7.  | Volutes                                              | Stephan Eicher  |       |
| 8.  | 2043                                                 | Dionysos        |       |
| 9.  | Alcaline                                             | Christophe      |       |
| 10. | Gaby oh Gaby                                         | BB Brunes       |       |
| 11. | Osez Joséphine                                       | Miossec         |       |
| 12. | L'Apiculteur                                         | Raphael         |       |
| 13. | Mes prisons (piste bonus édition québécoise)         | Yann Perreau    |       |
| 14. | Vertiges de l'amour (piste bonus édition québécoise) | Ariane Moffatt  |       |

## Classements
| Chart    | Meilleur classement | Nombre de semaines dans le Top 50 | Certification |
| -------- | ------------------- | --------------------------------- | ------------- |
| France   | 5                   | 7                                 |               |
| Belgique |                     |                                   |               |
| Suisse   |                     |                                   |               |